# East Lulworth
East Lulworth är en ort och civil parish i Storbritannien.   Den ligger i kommunen Dorset och riksdelen England, i den södra delen av landet, 180 km sydväst om huvudstaden London. East Lulworth ligger 54 meter över havet och antalet invånare är 160.
Terrängen runt East Lulworth är platt. Havet är nära East Lulworth söderut.  Närmaste större samhälle är Poole, 17,3 km nordost om East Lulworth. 